# Marcel Berré
Marcel Berré (n. 12 noiembrie 1882, Antwerpen, Flandra, Belgia – d. 27 octombrie 1957, Geneva, Geneva, Elveția) a fost un scrimer ce a reprezentat Belgia, medaliat olimpic. A participat la două ediții ale Jocurilor Olimpice (1912, 1924) în care a câștigat o medalie de argint.